# Izanami
Izanami (伊弉冉尊 vagy 伊邪那美命, Hívogató Istennő) a teremtés és a halál istennője egy személyben, valamint hajdani felesége Izanagi istennek. A japán mitológiában és a sintóban megjelenő hét mennyei nemzedék után született első antropomorf istenpár női tagja. Izanami no kamiként vagy Izanami no mikotóként is ismert.

## A teremtés istennője
Az első istenek, Kunitokotacsi és Amenominakanusi, megteremtettek két istenséget, Izanagit és Izanamit, és megbízták őket az első szárazföld létrehozásával. Hogy segítségükre legyenek, Izanagi és Izanami kapott tőlük egy ékkövekkel díszített lándzsát, melyet Ame no nuboko-nak neveznek (mennyei lándzsa). Ezután a két istenség a menny és föld közötti hídra (Ame no ukihasi, magyarul: a mennyek lebegő hídja) lépett, és felkavarták a tengert a lándzsával. Mikor a sós víz lecsöpögött a lándzsa hegyéről, létrejött Onogoro sziget. Az istenek alászálltak a mennyek hídjáról, és otthonukká tették a szigetet.
Végül házasságra kívántak lépni, ehhez felépítettek egy oszlopot (Ama no mihasira, a mennyek oszlopa), és köré építettek egy palotát (Yahiro dono). Izanagi és Izanami körbejárta az oszlopot ellentétes irányból indulva, és mikor a másik oldalon találkoztak, Izanami szólalt fel először. Izanagi ezt nem gondolta helyesnek, de mindenképp egybekeltek. Két gyermekük született Hiruko („piócagyermek”) és Avasima („bágyadt sziget”), de ők torznak születtek, így nem számítottak istenségeknek.
A gyermekeket csónakokba tették, és kiküldték a nyílt vízre, majd megkérdezték a többi istent, hogy mit csináltak rosszul. Azt a választ kapták, hogy a férfi istenségnek kellett volna először megszólalnia az esküvői szertartás alatt. Tehát Izanagi és Izanami még egyszer körüljárták az oszlopot, ezúttal Izanagi szólalt meg először, így a házasságuk végre sikeres volt.
Egyesülésükből született ojasima, a „Japán lánc nyolc nagy szigete”:
- Avadzsi
- Ijo (később Sikoku)
- Ogi
- Cukusi (később Kjúsú)
- Iki
- Cusima
- Szado
- Jamato (később Honsú)

Hokkaidó, Csisima és Okinava nem volt Japán része az ősi időkben.
Még hat szigetet és számos istenséget nemzettek. Izanami Kagucucsi világra hozása közben meghalt. A Hiba-hegyen temették el, a régi Izumo és Hoki tartományok határán, a modern Japánban a Simane prefektúrában található Jaszugi város közelében.
Izanagi a felesége elvesztésén érzett dühében megölte az újszülött gyermeket, ezzel még több istenséget teremtve.

## Izanami a Kodzsikiben
A Kodzsikiben szó esik Izanami haláláról és sírjáról, ami Izumo és Hoki tartományok határára esett (ma Jasugi város, Simane prefektúra). Arra utalnak benne, hogy Izanami átadta a lelkét egy állatnak, és egy embernek, a halála előtt, de azt nem állítja, hogy Izanaminak lennének különböző megtestesülései (inkarnációi).

## Izanami halála
Izanagi siratta Izanamit, és elindult Jomi-ba (a halottak sötét földje), hogy visszaszerezze feleségét. Sokáig kereste Izanamit, míg meg nem találta. Először Izanagi nem látta Izanamit, mert az árnyékok eltakarták. Kérte, hogy térjen vissza vele az élők világába, de Izanami közölte vele, hogy elkésett, mert már evett az alvilág ételeiből, így már a halottak világába tartozott. Nem térhetett többé vissza az élők közé, de azt mondta, megpróbál engedélyt kérni az alvilág isteneitől a távozásra.
A hírek megdöbbentették Izanagit, de nem volt hajlandó Izanamit Jomi-ban hagyni. Izanami megkérte, hogy ne gyújtson fényt, és ne nézzen rá, amíg az alvilágban vannak. De míg Izanami aludt, kivette a fésűt a hajából, letörte az egyik fogát és fáklyát csinált belőle. A hirtelen támadt világosságban szembesült vele, hogy az egykor gyönyörű Izanami, most már egy rothadó test, melyen férgek és más szörnyű teremtmények futottak végig.
Izanagi nem tudta többé elnyomni félelmét és üvöltve menekülni kezdett, vissza szándékozott térni az élőkhöz és elhagyni halott feleségét. Izanami felébredt, visítva és felháborodva, amiért Izanagi nem tartotta be ígéretét, és üldözőbe vette. Az istennő utána küldte a villámlás istenét, Jakusza no ikazucsi no kamit (Raidszin) és a szörnyű vénasszonyt, Jomocu sikomét is, hogy elfogják Izanagit és visszavigyék Jomiba.
Izanagi kitört az alvilágból és egy sziklával eltorlaszolta a Jomocuhiraszaka (黄泉津平坂; barlang, mely a Jomi bejárata volt) száját. Az istennő dühében kijelentette, hogy minden nap ezer embert fog megölni, amire Izanagi azzal vágott vissza, hogy ő minden nap ezerötszáz életet fog teremteni. Ettől kezdve az emberek halandók, Izanami pedig Jomocu-ókami-vá, az alvilág istennőjévé, vált.

## A popkultúrában
- A két sintó istenség, Izanami és Izanagi, megjelenik Puccini Pillangókisasszony című operájában.
- Kirino Nacuo A halál istennője című könyvében is szerepel a két istenség.
- Izanagi, Izanami, Amateraszu, Cukujomi és Szuszanoo karakterekként megjelennek az Okami videójátékban.
- Izanagi, Izanami, Amateraszu, Cukujomi és Szuszanoo karakterekként szerepelnek a Puzzle and Dragons című videójátékban.
- Izanagi, Izanami, Amateraszu, Cukujomi és Szuszanoo különböző, az Ucsiha klán által használt „szemtechnikák” elnevezései a Naruto című mangában. Itt Izanami egy olyan technika,ami egy végtelen körforgásban csapdába ejti a célpontot, az egyik szem feláldozásával. Izanagi egy cselekedetet meg nem történtté tesz, a használó egyik szeméért cserébe. Amateraszu egy kiolthatatlan fekete tüzet teremt. Cukujomi egy illúziótechnika és Szuszanoo pedig egy páncélozott lényt von a használó köré, amely védelmi és támadó funkciókat lát el.
- Izanami szerepel a Persona 4 JRPG játékban mint a játékos, Yu Narukami kezdő personája.